# العلاقات الصومالية الشمال مقدونية
العلاقات الصومالية الشمال مقدونية هي العلاقات الثنائية التي تجمع بين الصومال وشمال مقدونيا.

## مقارنة بين البلدين
هذه مقارنة عامة ومرجعية للدولتين:
| وجه المقارنة                                              | الصومال                        | شمال مقدونيا                                               |
| --------------------------------------------------------- | ------------------------------ | ---------------------------------------------------------- |
| المساحة (كم2)                                             | 637.66 ألف                     | 25.71 ألف                                                  |
| عدد السكان (نسمة)                                         | 14.74 مليون                    | 2.08 مليون                                                 |
| الكثافة السكانية (ن./كم²)                                 | 23.12                          | 80.9                                                       |
| العاصمة                                                   | مقديشو                         | إسكوبية                                                    |
| اللغة الرسمية                                             | اللغة الصومالية، اللغة العربية | اللغة المقدونية، اللغة الألبانية                           |
| العملة                                                    | شلن صومالي                     | دينار مقدوني                                               |
| الناتج المحلي الإجمالي (بليون دولار)                      | 7.37 مليار                     | 11.34 مليار                                                |
| الناتج المحلي الإجمالي (تعادل القوة الشرائية) بليون دولار |                                | 29.26 مليار                                                |
| الناتج المحلي الإجمالي الاسمي للفرد دولار أمريكي          | 549                            | 4.85 ألف                                                   |
| الناتج المحلي الإجمالي للفرد دولار أمريكي                 |                                | 16.25 ألف                                                  |
| مؤشر التنمية البشرية                                      |                                | 0.747                                                      |
| رمز المكالمات الدولي                                      | +252                           | +389                                                       |
| رمز الإنترنت                                              | .so                            | .mk                                                        |
| المنطقة الزمنية                                           | ت ع م+03:00                    | توقيت وسط أوروبا، ت ع م+01:00، ت ع م+02:00، أوروبا/سكوبيه ‏ |

## منظمات دولية مشتركة
يشترك البلدان في عضوية مجموعة من المنظمات الدولية، منها:
| علم المنظمة | اسم المنظمة                               | تاريخ انضمام الصومال | تاريخ انضمام شمال مقدونيا |
| ----------- | ----------------------------------------- | -------------------- | ------------------------- |
|             | مؤسسة التنمية الدولية                     | 31 أغسطس 1962        | 25 فبراير 1993            |
|             | يونسكو                                    | 15 نوفمبر 1960       | 28 يونيو 1993             |
|             | الأمم المتحدة                             | 20 سبتمبر 1960       | 8 أبريل 1993              |
|             | الاتحاد البريدي العالمي                   | ?                    | ?                         |
|             | البنك الدولي للإنشاء والتعمير             | 31 أغسطس 1962        | 25 فبراير 1993            |
|             | الاتحاد الدولي للاتصالات                  | 28 سبتمبر 1962       | 4 مايو 1993               |
|             | منظمة حظر الأسلحة الكيميائية              | ?                    | ?                         |
|             | مؤسسة التمويل الدولية                     | 31 أغسطس 1962        | 25 فبراير 1993            |
|             | المركز الدولي لتسوية المنازعات الاستشارية | 30 مارس 1968         | 26 نوفمبر 1998            |
|             | منظمة الشرطة الجنائية الدولية             | ?                    | ?                         |

## وصلات خارجية
- موقع وزارة الخارجية الصومالية